# Troutdale (Oregon)
Troutdale è una città degli Stati Uniti d'America situata nell'Oregon, nella Contea di Multnomah. Fa parte dell'area metropolitana di Portland.